# Штаглинец
Штаглинец је насељено место у саставу града Копривнице у Копривничко-крижевачкој жупанији, Република Хрватска.

## Историја
До територијалне реорганизације у Хрватској налазио се у саставу старе општине Копривница.

## Становништво
На попису становништва 2011. године, Штаглинец је имао 466 становника.

## Попис1991.
На попису становништва 1991. године, насељено место Штаглинец је имало 434 становника, следећег националног састава:
| Попис 1991.‍ | Попис 1991.‍ | Попис 1991.‍ | Попис 1991.‍ | Попис 1991.‍ |
| ----------- | ----------- | ----------- | ----------- | ----------- |
|             |             |             |             |             |
| Хрвати      | Хрвати      |             | 429         | 98,84%      |
| Југословени | Југословени |             | 4           | 0,92%       |
| Срби        | Срби        |             | 1           | 0,23%       |
| укупно: 434 |             |             |             |             |